# Ajuterique
Ajuterique es un municipio del departamento de Comayagua en la República de Honduras.

## Toponimia
Ajuterique significa en lenca: "Cerro o Montaña de las tortugas". Otro significado es: “ojo grande al pie de la montaña”, haciendo referencia a sus paisajes que se encuentra del municipio.

## Límites
| Orientación | Límite                                    |
| ----------- | ----------------------------------------- |
| Norte       | Municipio de Comayagua, Comayagua         |
| Sur         | Municipio de Lejamaní, Comayagua          |
| Sur         | Municipio de La Paz, La Paz               |
| Este        | Municipio de Comayagua, Comayagua         |
| Oeste       | Municipio de Santiago de Puringla, La Paz |
| Oeste       | Municipio de La Paz, La Paz               |

## Historia
El  Pueblo de Santiago de Axuterique  fue una cementera que en 1550 se le concedió al Capitán  Marcos de Reyna , a partir de una legua de la Catedral de Comayagua. La autorización de la venta la hizo la Capitanía General y la Catedral, encomendando al  Dean Josef Calderón de la Barca  para que realizara la medición a partir del lugar conocido por los indios como Ol om xi ka (oloncica), comprendiendo los sitios de: Put^unin ho,  Xika guare, kan xe, Kel epha, kal pul, Kain guala, etc. y que pasaría a la protección del santo patrón Santiago, siendo el encomendero el fraile Francisco de Cañaveral. Conocido por su cultura y arte
En 30 de enero de 1693, la capitanía general resolvió la venta de cinco caballerías y media a sus 51 tributarios por la suma de ochenta tostones c/cab.
En 1774 fue destruido por un terremoto el Templo de Ecce Homo.
En 1800, se le reconoció como filial de la Catedral de Santa María de Comayagua.
En 1865, durante el gobierno del General Luis Bográn se le otorgó el reconocimiento de Municipio.
Siendo Ministro de Rentas, Juan López, en el gobierno de Terencio Sierra, se realizó el reparto de los terrenos del Común y el resto de la cofradía del patrón entre los comuneros, generando disputa entre sus vecinos.
En 1903, se reconstruyó el templo y se le anexó el campanario.
En 1924, se libró la última batalla de la Guerra Civil hondureña, que protagonizaron las fuerzas leales al Ministro de Guerra, General Gregorio Ferrera, contra las gubernamentales del presidente de la República, General  Vicente Tosta Carrasco.
En 1934, el Presidente Doctor  Vicente Mejía Colindres inauguró dos escuelas, una para niñas y otra para varones.
En 1935 el sacerdote  Villanueva, propone al obispo el reconocimiento del Santuario de Ecce Homo.
En 1954, 1973 y 2008 hubo inundaciones causadas por río Cance o Ganzo que destruyeron parte del pueblo. En 
Sucedió en 1993, se iniciaron una serie de problemas con el sacerdote Eduardo Velásquez, de origen guatemalteco, a quien le atribuyeron 9
delitos.

## Política
| Puesto      | Titular                         | Partido político                                          |
| ----------- | ------------------------------- | --------------------------------------------------------- |
| Alcalde     | José Alejandro Rivera Velásquez | Libertad y Refundación                                    |
| Vicealcalde | Jorge Luis Villanueva Alvarado  | Libertad y Refundación                                    |
| Regidor 1   | Mario Rodolfo Palencia Serano   | Partido Nacional                                          |
| Regidor 2   | Noé Antonio Alcerro Vargas      | Libertad y Refundación                                    |
| Regidora 3  | Cinthia Julissa Cálix Ventura   | Partido Nacional                                          |
| Regidora 4  | Nora Isabel Ávila Matute        | Libertad y Refundación                                    |
| Regidor 5   | Mario Yovany López Cárcamo      | Partido Nacional                                          |
| Regidor 6   | Juan Carlos Mejía Murillo       | Movimiento Independiente para el Desarrollo de Ajuterique |
| Regidor 7   | Liborio Edmundo Suazo Aguilar   | Libertad y Refundación                                    |
| Regidora 8  | Jensy Fabiola Castillo Gonzales | Partido Nacional                                          |

## División política
- Aldeas: 4 (2013).
- Caseríos: 45 (2013).[2]

| Código administrativo | Aldea                  |
| --------------------- | ---------------------- |
| 030201                | Ajuterique             |
| 030202                | El Misterio            |
| 030203                | Playitas               |
| 030204                | San Antonio del Playón |